# جرعة فعالة (إشعاع)
الجرعة الفعالة هي كمية الجرعة بحسب ما تنص عليه الهيئة الدولية للوقاية من الإشعاع (ICRP)اللازمة للوقاية من الإشعاع.
وهي الكمية التي يحصل عليها وزن معين من النسيج على الجرعة المكافئة لجميع الأنسجة والأعضاء في جسم الإنسانز تمثل المخاطر الصحية التصادفية على الجسم احتمال تحريض السرطان والآثار الجينية الناتجة عن المستويات المنخفضة من الإشعاع المؤين أثناء العلاج الشعاعي. من الأمور الهامة والتي يجب أخذها بعين الاعتبار بالنسبة لموضوع الجرعة الفعالة نوع الإشعاع وطبيعة العضو أو النسيج الذي يتعرض للإشعاع، ويمكننا معرفة وحساب الجرعات المناسبة للأعضاء باختلاف مستوياتها والأعضاء التي تستهدفها وأنواع الأشعة الداخلية والخارجية.
وحدة جراي (SI) للجرعة الفعالة هي الزيفرت (Sv) الذي يمثل احتمال بنسبة 5.5% للإصابة بالسرطان. لا يُقصد بالجرعة الفعالة أن تكون مقياسًا للتأثيرات الصحية الحتمية، التي هي تلف الأنسجة الحاد المؤكد حدوثه، والذي يقاس بجرعة الطاقة الممتصة.
طور وولف غانغ ياكوبي مفهوم الجرعة الفعالة ونشره في عام 1975، وكان مقنعًا جدًا لدرجة أن الهيئة الدولية للوقاية من الإشعاع (ICRP) أدرجته في توصياتها العامة لعام 1977 (المنشور 26) باعتباره «مكافئ جرعة فعالة». حل اسم «الجرعة الفعالة» محل اسم «مكافئ الجرعة الفعالة» في عام 1991. منذ عام 1977 أصبحت الجرعة الفعالة هي الكمية الأساسية المستخدمة لتحديد الجرعة في نظام الهيئة الدولية للوقاية من الإشعاع.

## الاستخدامات
وفقًا للهيئة الدولية للوقاية من الإشعاع، تتمثل الاستخدامات الرئيسية للجرعة الفعالة في تقييم الجرعة المتوقع تطبيقها بهدف التخطيط لتحسين الحماية الإشعاعية، وإثبات الامتثال لحدود الجرعة؛ وبالتالي فإن الجرعة الفعالة هي كمية الجرعة الأساسية التي يُلتزم بها لأهداف تنظيمية.
بحسب تصريحات الهيئة الدولية للوقاية من الإشعاع، ساهمت الجرعة الفعالة بشكل كبير في الحماية الإشعاعية لأنها وفرت علاجًا ذا جرعات أقل، وعرضت الجسم لإشعاع خارجي أقل بمختلف أنواعه وحمته من مآخذ النويدات المشعة.

### استخدامها في الجرعة الخارجية
من المطلوب حساب الجرعة الفعالة للإشعاع الجزئي أو غير المنتظم لجسم الإنسان لأن الجرعة المكافئة لا تأخذ في الاعتبار الأنسجة التي ستتعرض للإشعاع، بل فقط نوع الإشعاع. تتفاعل أنسجة الجسم المختلفة مع الإشعاع المؤين بطرق مختلفة، لذلك خصصت الهيئة الدولية للوقاية من الإشعاع عوامل حساسية للأنسجة والأعضاء المختلفة، ويمكن بذلك حساب تأثير التشعيع الجزئي إذا كانت المناطق والأنسجة المعرضة للإشعاع معروفة. سيكون للحقل الإشعاعي الذي يشعع جزءًا فقط من الجسم مخاطر أقل مما لو كان نفس المجال يشعع الجسم كاملًا. لأخذ ذلك في الاعتبار، تُحسَب وتُجمَّع الجرعات الفعالة للأجزاء المكونة للجسم التي تعرضت للإشعاع. وتكون بذلك الجرعة الفعالة للجسم كله: كمية الجرعة E، التي تُعرّف على أنها كمية جرعة «الحماية» التي يمكن حسابها، ولكن لا يمكن قياسها عمليًا.
ستحمل الجرعة الفعالة نفس المخاطر على الجسم كله بغض النظر عن مكان تطبيقها، وستحمل نفس المخاطر التي تحملها نفس الكمية من الجرعة المكافئة المطبقة بشكل موحد على الجسم كله.

### استخدامها في الجرعة الداخلية
يمكن حساب الجرعة الفعالة للجرعة المودعة، وهي الجرعة الداخلية الناتجة عن استنشاق أو تناول أو حقن المواد المشعة.
كمية الجرعة المستخدمة هي:
الجرعة الفعالة المودعة، E(t) هي مجموع ما ينتجه العضو المودع أو جرعات مكافئة للأنسجة وعوامل وزن الأنسجة المناسبة، إذ يمثل t وقت التكامل بالسنوات التي تلي التعرض للإشعاع. الفترة المودعة هي 50 عامًا للبالغين، و70 عامًا للأطفال.